# Dictyococcus bradypodis
Espèce
Dictyococcus bradypodis est une espèce d'algues vertes placée dans une famille incertae sedis et un ordre incertae sedis dans la classe des Chlorophyceae. 
Elle vit, avec une espèce d'algues vertes (Chlorococcum choloepodis) et une espèce d'algues rouges (Rufusia pilicola), de façon commensale sur les poils du paresseux  Bradypus variegatus. Ces algues donnent sa couleur à la fourrure de l'animal et lui permettent de se camoufler dans les feuillages. 